# Бюже, Клод Жозеф
Клод Жозеф Бюже (фр. Claude Joseph Buget; 1770—1839) — французский военный деятель, генерал-лейтенант (1823 год), барон (1808 год), участник революционных и наполеоновских войн.

## Биография
Родился в семье главного хирурга двух больниц города Бурк Клода Бюже (фр. Claude Buget; 1738—1800) и его супруги Марии Шарле (фр. Marie Josèphe Charlet; 1739—). Поступил в семинарию Бурка, чтобы стать священником. 10 января 1790 года присоединился к Национальной гвардии. 22 сентября 1791 года поступил гренадером в 3-й батальон волонтёров Эн. 29 мая 1792 года был избран капралом, а 1 сентября 1792 года – старшим сержантом. Участвовал в кампании 1792 года на Рейне и в Шампани. Был при штурме Лонгви и Вердена. Отличился 20 сентября 1792 года при взятии военного лагеря Люн, в ходе сражения при Вальми. В февраля 1793 года участвовал в экспедиции в Голландию. 6 марта 1793 года получил звание младшего лейтенанта. 25 апреля 1793 года переведён в 91-й пехотный полк. Сражался 8 июня 1793 года при Соспелло и 12 июня 1793 года при Лантоске. В ходе осады Тулона состоял при штабе генерала Дюгомье. Захватил английский редут, куда вошёл первым, и получил два пулевых ранения и сабельный удар в голову. 20 декабря 1793 года был награждён представителями народа чином командира батальона штаба. 30 августа 1794 года был утверждён в чине и переведён в Армию Восточных Пиренеев. 18 ноября 1794 года назначен генералом Периньоном начальником штаба дивизий центра и правого крыла Армии Восточных Пиренеев.
13 июня 1795 года получил звание полковника штаба. С 12 октября 1795 года оставался без служебного назначения,. 21 января 1796 года в Милласе женился на Марие де Сельве де Савалетт (фр. Marie Josèphe Victoire de Selva de  Savalette; 1771—1847), от которой имел дочь. 22 августа 1798 года вернулся к службе и был зачислен в Майнцскую армию, а 25 ноября 1798 года – в Итальянскую армию. В сражении при Леньяно 26 марта 1799 года был ранен пулей в правую руку и потерял лошадь, убитую под ним. 23 апреля 1799 года награждён Почётной саблей. 27 апреля 1799 года отличился в сражении при Кассано. 16 мая 1799 года ранен пулей навылет в левую ногу в сражении при Сан-Джулиано.
10 июля 1799 года дослужился до звания бригадного генерала. Состоял в дивизии Гарданна. С 7 апреля по 17 мая 1800 году руководил обороной Савоны. Попал в плен при капитуляции форта. После освобождения занимал с 20 марта 1801 года пост командующего департамента Восточные Пиренеи. 5 августа 1802 года стал командующим департамента Арьеж. 24 декабря 1803 года расположился в городе Сент. 15 января 1805 года переведён в 19-й военный округ с назначением командующим департамента Рона. С 16 мая 1805 года служил в 10-м военном округе.
22 сентября 1806 года Бюже был вызван в расположение Великой Армии и возглавил 2-ю бригады 1-й пехотной дивизии генерала Дюпа 8-го корпуса маршала Мортье. Участвовал в Прусской кампании 1806 года и Польской кампании 1807 года. Находился при взятии Падерборна и Мюнстера. 28 ноября 1806 года от имени Наполеона признал существующую в Любеке власть Городского совета, но потребовал присоединения города к экономической блокаде Британских островов, объявленной Берлинским декретом от 21 ноября 1806 года. Затем участвовал в осаде Штральзунда.
29 марта 1807 года переведён в 1-ю пехотную дивизию генерала Сент-Илера, и возглавил 2-ю бригаду. Дивизия Сент-Илера была частью 4-го корпуса маршала Сульта. В новой должности отличился 10 июня 1807 года при Гейльсберге. 14 июня 1807 года при Кёнигсберге был ядро оторвало ему правое запястье, а также потерял лошадь, убитую под ним. 14 октября 1807 года генералу было разрешено уехать в Париж для лечения раны.
16 января 1808 года назначен командиром 1-й бригады 1-й пехотной дивизии генерала Морло наблюдательного корпуса Берегов Океана маршала Монсея, переименованного 7 сентября 1808 года в 3-й корпус Армии Испании. 28 июня 1808 года участвовал в атаке на Валенсию. 23 ноября 1808 года сражался при Туделе. 28 января 1809 года был ранен в ходе второй осады Сарагосы. 12 мая 1810 года получил два пулевых ранения в правое бедро и одно в живот при осаде Лериды. Находился при блокаде Тортосы и Таррагоны.
22 декабря 1811 года возвратился во Францию и на следующий день вышел в отставку. 22 февраля 1812 года возвратился к активной службе с назначением военным комендантом острова Бель-Иль. При первой Реставрации назначен 21 июня 1814 года командующим департамента Восточные Пиренеи. Во время «Ста дней» присоединился к Императору и с 13 июня 1815 года участвовал в подготовке обороны Парижа под началом генерала Амбера. После второй Реставрации вышел 18 октября 1815 года в отставку. 28 марта 1823 года Бюже был награждён чином почётного генерал-лейтенанта. Умер 2 октября 1839 года в Перпиньяне в возрасте 69 лет.

## Воинские звания
- Солдат (22 сентября 1791 года);
- Капрал (29 мая 1792 года);
- Старший сержант (1 сентября 1792 года);
- Младший лейтенант (6 марта 1793 года);
- Командир батальона штаба (20 декабря 1793 года, утверждён 30 августа 1794 года);
- Полковник штаба (13 июня 1795 года);
- Бригадный генерал (10 июля 1799 года);
- Почётный генерал-лейтенант (28 марта 1823 года).

## Титулы

Герб барона

- Барон Бюже и Империи (фр. baron Buget et de l'Empire; декрет от 19 марта 1808 года, патент подтверждён 26 октября 1808 года в Париже)[2][3].

## Награды
- Почётная сабля (23 апреля 1799 года)

 Легионер ордена Почётного легиона (26 ноября 1803 года)
 Коммандан ордена Почётного легиона (14 июня 1804 года)
 Кавалер военного ордена Святого Людовика (27 декабря 1814 года)